# Ian Harding
Ian Harding (ur. 16 września 1986 w Heidelbergu) – amerykański aktor. Największą popularność przyniosła mu rola Ezry Fitza w serialu Słodkie kłamstewka.

## Życiorys
Po raz pierwszy wystąpił w filmie Deadtime Stories wyreżyserowanym przez Jeffa Monahana i Michaela Fischa, gdzie wcielił się w postać Ryana. Występował w drugoplanowej roli w serialu Słodkie kłamstewka jako Ezra Fitz.

## Filmografia
- 2008: Deadtime Stories 2 jako Ryan
- 2009: Adventureland jako Wealthy Prepster
- 2009: Agenci NCIS: Los Angeles jako Curtis Lacrosse (gościnnie)
- 2010: Miłość i inne używki jako Stażysta w Pfizerze
- 2010: Słodkie kłamstewka jako Ezra Fitz
- 2013: Immediately Afterlife jako Starszy Paul Fields
- 2014: Dynamite: A Cautionary Tale jako Max Bornstein

## Nagrody
| Rok  | Nagroda            | Kategoria                      | Serial             | Rezultat  |
| ---- | ------------------ | ------------------------------ | ------------------ | --------- |
| 2010 | Teen Choice Awards | "Choice Summer TV Star – Male" | Słodkie kłamstewka | Wygrana   |
| 2011 | Teen Choice Awards | "Choice Summer TV Star – Male" | Słodkie kłamstewka | Wygrana   |
| 2011 | Youth Rock Awards  | Rockin' Actor – TV             | Słodkie kłamstewka | Wygrana   |
| 2012 | Teen Choice Awards | "Choice TV Actor: Drama"       | Słodkie kłamstewka | Wygrana   |
| 2013 | Teen Choice Awards | "Choice TV Actor: Drama"       | Słodkie kłamstewka | Wygrana   |
| 2014 | Teen Choice Awards | "Choice TV Actor: Drama"       | Słodkie kłamstewka | Wygrana   |
| 2015 | Teen Choice Awards | "Choice TV Actor: Drama"       | Słodkie kłamstewka | Wygrana   |
| 2016 | Teen Choice Awards | "Choice TV Actor: Drama"       | Słodkie kłamstewka | Wygrana   |
| 2017 | Teen Choice Awards | "Choice TV Actor: Drama"       | Słodkie kłamstewka | Nominacja |